# Skerryvore
Skerryvore ist eine kleine schottische Felsinsel. Sie ist ein Teil der Inselgruppe der Inneren Hebriden und gehört administrativ zur Unitary Authority Argyll and Bute. Skerryvore liegt etwa 15 km südwestlich der Südspitze von Tiree und 40 km westlich von Iona. Die Insel ist umgeben von mehreren kleineren Felsinseln, die teils nur bei Niedrigwasser auftauchen. Sie misst etwa 50 m × 20 m und besteht aus syenitischem Gneis. Die Oberfläche ist rau und von Furchen durchzogen.

## Skerryvore-Leuchtturm
Im Juni 1838 wurde mit dem Bau des Skerryvore-Leuchtturms unter dem Ingenieur Alan Stevenson begonnen. Die Bauarbeiten auf dem kleinen Felsen dauerten unter widrigen Bedingungen bis 1844 an. Die Bauarbeiter, die in einer eigens auf Pfählen errichteten Baracke wohnten, und die späteren Leuchtturmwärter waren die einzigen Bewohner Skerryvores. Nach einem verheerenden Brand fiel der Leuchtturm zwischen 1954 und 1959 aus. Seit 1994 ist er automatisiert und unbesetzt. Der Skerryvore-Leuchtturm gilt als der schönste Leuchtturm Schottlands und ist in den schottischen Denkmallisten in die höchste Kategorie A einsortiert.